# Guido Gezelle

Guido Gezelle

Guido Pieter Theodorus Josephus Gezelle (* 1. Mai 1830 in Brügge; † 27. November 1899 ebenda) gilt als der bedeutendste flämische Dichter des 19. Jahrhunderts.

## Leben

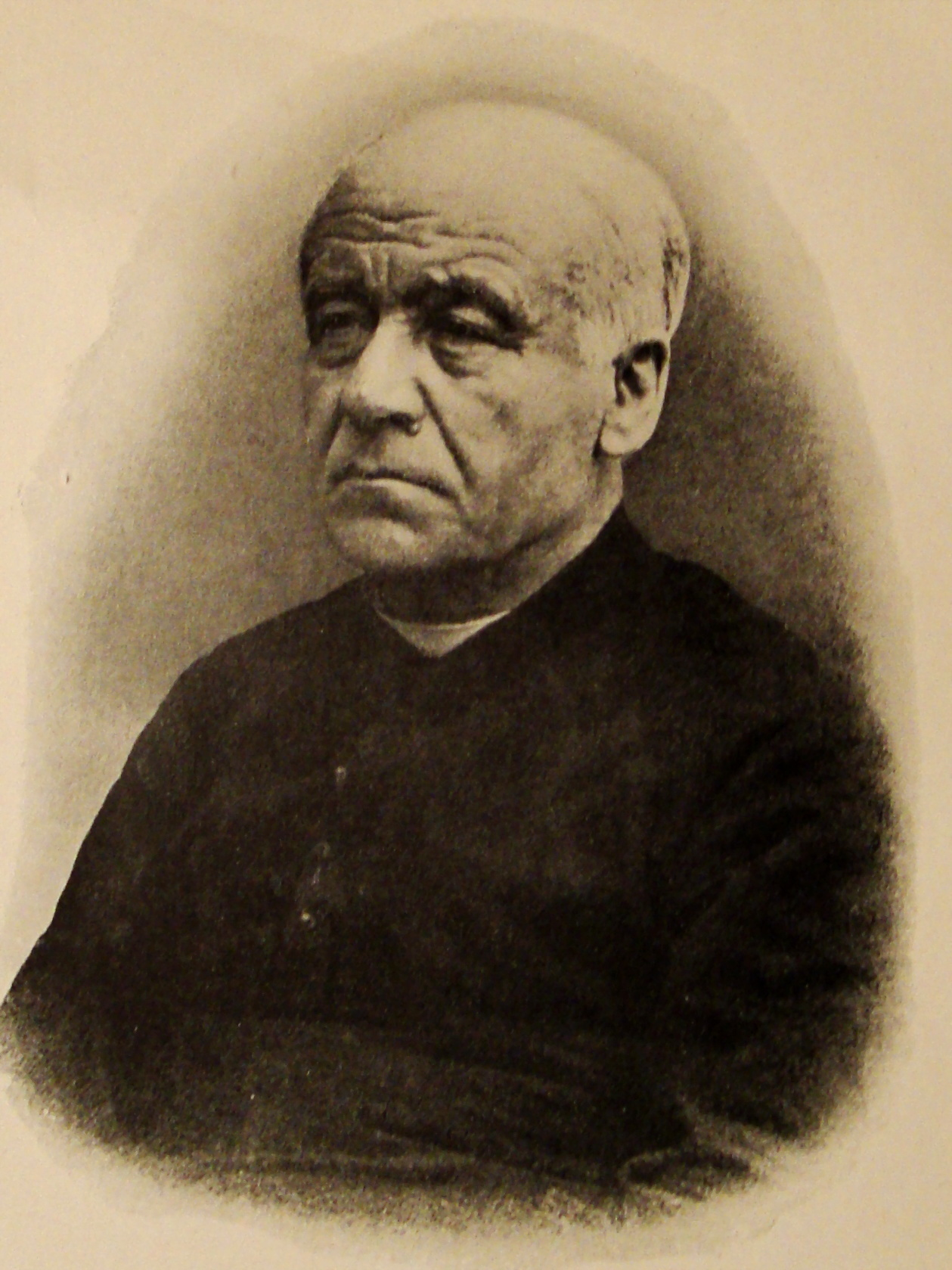
Guido Gezelle

Guido Gezelle wurde als Sohn von Monica Devrieze und Pieter Jan Gezelle geboren. Er kam mit einem überdurchschnittlich großen Kopf zur Welt und wurde deshalb unmittelbar nach der Geburt notgetauft und die Tauffeier später nachgeholt. Wegen Geldmangels der Eltern konnte Guido nicht in Brügge zur weiterführenden Schule gehen. Seine Eltern schickten ihn daraufhin nach Roeselare, wo er eine theologische Ausbildung erhielt. Im Jahr 1854 wurde er zum römisch-katholischen Priester geweiht. Er übte das Amt eines Lehrers aus, wo er sich vor allem für den Erhalt der niederländischen Sprache einsetzte. Das machte ihn bei vielen Kollegen unbeliebt. Guido Gezelle lebte viele Jahre in Kortrijk und verfasste dort auch Gedichte, die er veröffentlichen konnte. 
Guido Gezelle starb im Alter von 69 Jahren. Das Grab befindet sich auf dem Centrale Begraafplaats seiner Heimatstadt. Außerdem wurde ihm im Ort mit dem Guido-Gezelle-Denkmal ein Denkmal gesetzt.

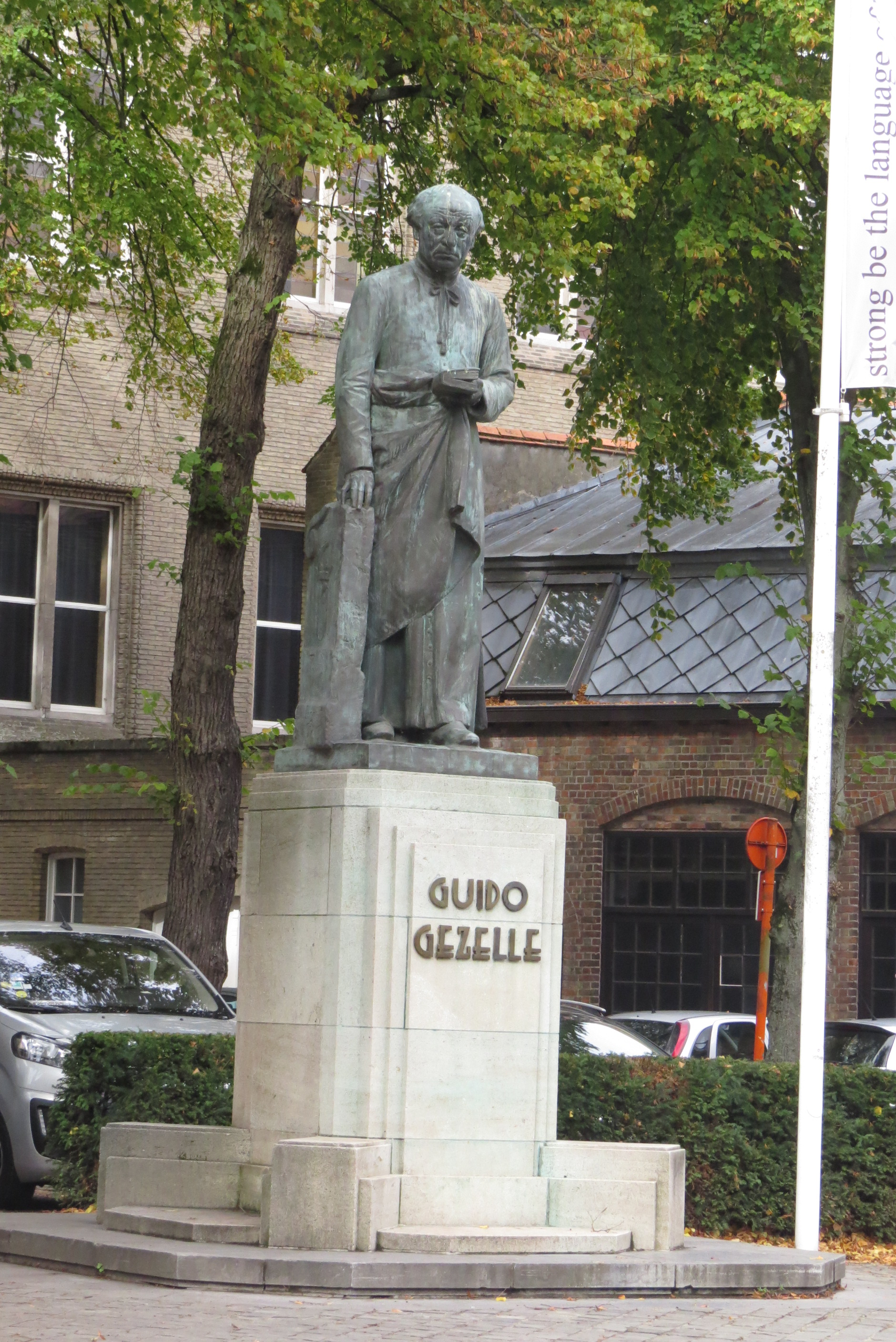
Denkmal in Brügge

## Werk
Von den literarischen Strömungen seiner Zeit ließ er sich kaum beeinflussen. Sein Werk Kerkhofblommen (Friedhofsblumen, 1858) wurde zum Ausgangspunkt der Wiedergeburt der flämischen Lyrik. Gezelles Dichtungen verbanden auf einzigartige Weise die traditionelle niederländische Literatursprache mit seinem eigenen westflämischen Dialekt. Er galt bald als einer der bedeutendsten flämischen Dichter des 19. Jahrhunderts. 
Beliebte Themen seiner Gedichte sind Naturbeobachtungen und religiöse Gefühle, oft werden beide kombiniert. Formal unterscheiden sich seine Gedichte durch zunehmende dichterische Freiheit. Gezelle experimentierte mit neuen Vers- und Strophenformen, Neologismen, Wiederholungen und Lautmalerei. Einige seiner Gedichte zeigen Verwandtschaft mit dem literarischen Impressionismus.
Gezelles dichterische Auseinandersetzungen mit dem Nationalismus führten zu Konflikten mit Vertretern von Kirche und Schulwesen. Daher beschränkte er zwischen 1870 und 1875 sein Schaffen auf Essays und Übersetzungen. Spätere Werke wie Tijdkrans (Zeitkranz, 1893) und Rijmsnoer (Reim-Band, 1897) knüpften an die Sprachkunst seiner ersten Schaffensphase an.
Überblick
- Vlaemsche Dichtoefeningen (1858)
- Kerkhofblommen (1858)
- Gedichten, gezangen en gebeden (1862)
- Tijdkrans (1893)
- Rijmsnoer om en om het jaar (1897)
- Laatste verzen (erst nach dem Tod veröffentlicht; 1901)